# Ivan Vagner
Ivan Viktorovič Vagner (rusky Иван Викторович Вагнер, * 10. července 1985 Severoněžsk, RSFSR, SSSR) je ruský raketový inženýr a později kosmonaut, 563. člověk ve vesmíru. V roce 2020 odletěl v Sojuzu MS-16 na Mezinárodní vesmírnou stanici ISS v rámci Expedice 62 a 63. Na ISS odletěl v Sojuzu MS-26 i na svůj druhý dlouhodobý let a pobýval tam od září 2024 do dubna 2025.

## Vzdělání a pracovní kariéra
Narodil se ve městě Severoněžsk v Anchangelské oblasti. V roce 2008 dokončil Baltskou státní technickou univerzitu D. F. Ustinova v Petrohradu. Roku 2008 nastoupil jako inženýr v kosmické společnosti RKK Energija. V roce 2010 byl vybrán jako kosmonaut kandidát oddílu RKK Energija, do oddílu byl zařazen 8. listopadu 2010. 

## Kosmonaut
Vzhledem ke sjednocení ruských oddílů kosmonautů s platností od 22. ledna 2011 přešel do oddílu kosmonautů Střediska přípravy kosmonautů (CPK). Po absolvování dvouletého základního výcviku 3. srpna 2012 získal kvalifikaci „zkušební kosmonaut“ (космонавт-испытатель).
Roku 2016 byl vybrán jako člen Expedice 53 a Expedice 54 na Mezinárodní vesmírnou stanici (ISS). Do vesmíru měl vzlétnout v září 2017 v lodi Sojuz MS-06. Jeho kolegy měli být Alexandr Skvorcov ml. a Scott Tingle, kosmonauti měli na stanici strávit zhruba půl roku. Vzhledem k odkladu startu modulu Nauka a s tím souvisejícího snížení počtu ruských kosmonautů na ISS, na podzim 2016 vypadl z posádky.

### 1. kosmický let – Sojuz MS-16
V létě 2018 byl do záložní posádky pro Expedici 61/62 (start v říjnu 2019), nicméně později bylo jmenování zrušeno. Další jmenování obdržel v dubnu 2019, kdy se stal členem zálohy pro Expedici 63/64 a v srpnu 2019 členem Expedici 65/66 (ještě do konce roku přečíslované na Expedici 64. Dne 19. února 2020 agentura Roskosmos oznámila změnu sestavy hlavní posádky lodi Sojuz MS-16. Původní ruská posádka Nikolaj Tichonov a Andrej Babkin musela být ze zdravotních důvodů nahrazena záložní dvojicí Anatolij Ivanišin a Ivan Vagner. Americký astronaut Christopher Cassidy nadále zůstal členem posádky. Start proběhl 9. dubna 2020 z kosmodromu Bajkonur a o 6 hodin později se spojili s ISS.

### 2. kosmický let – Sojuz MS-26
Vagnerovo zařazení do posádky pro další let bylo zveřejněno až koncem května 2023, kdy na něj připadlo místo palubního inženýra v záložní posádce pro Expedici 73 s plánovaným startem na jaře 2025. Jen o několik týdnů později mu ale připadla sedačka v hlavní posádce pro Expedici 72, o kterou přišel ze zdravotních důvodů Oleg Platonov. A tak 11. září 2024 odstartoval v Sojuzu MS-26 odstartoval společně s ruským velitelem Alexejem Ovčininem a americkým astroanutem Donaldem Pettitem směrem k ISS. 
Během letu se vydal na svůj první výstup do voleného prostoru. Společně s Alexejem Ovčininem 19. prosince 2024 především nainstalovali rentgenový spektrometr určený ke tříletému periodickému sledování celkem 84 procent nebeské sféry. Mimo bezpečí stanici pobývali od 16:36 do 22:53 UTC a Vagner si tak zapsal do statistik čas 7 hodin a 17 minut.
Odletět s Vagnerem a Pettitem ze stanice a přistát na Zemi měl Ovčinin podle původních plánů 1. dubna 2025, jejich návrat byl ale odložen na 20. dubna 2025 poté, co NASA odložila start mise SpaceX Crew-10 na přelom března a dubna 2025  Tak se i stalo – všichni tři společně přistáli 20. dubna v 01:20:44 UTC, 147 kilometrů jihovýchodně od kazašského města Žezkazgan.